# Liffol-le-Grand
Liffol-le-Grand és un municipi francès, situat al departament dels Vosges i a la regió del Gran Est. L'any 2007 tenia 2.360 habitants.

## Demografia

### Població
El 2007 la població de fet de Liffol-le-Grand era de 2.360 persones. Hi havia 1.000 famílies, de les quals 310 eren unipersonals (129 homes vivint sols i 181 dones vivint soles), 343 parelles sense fills, 254 parelles amb fills i 93 famílies monoparentals amb fills.
La població ha evolucionat segons el següent gràfic:
Habitants censats

### Habitatges
El 2007 hi havia 1.138 habitatges, 1.018 eren l'habitatge principal de la família, 15 eren segones residències i 105 estaven desocupats. 850 eren cases i 285 eren apartaments. Dels 1.018 habitatges principals, 658 estaven ocupats pels seus propietaris, 343 estaven llogats i ocupats pels llogaters i 17 estaven cedits a títol gratuït; 4 tenien una cambra, 54 en tenien dues, 185 en tenien tres, 303 en tenien quatre i 471 en tenien cinc o més. 693 habitatges disposaven pel capbaix d'una plaça de pàrquing. A 492 habitatges hi havia un automòbil i a 368 n'hi havia dos o més.

### Piràmide de població
La piràmide de població per edats i sexe el 2009 era:
| Homes | Edats   | Dones |
| ----- | ------- | ----- |
| 0     | 95 o +  | 4     |
| 4     | 90 a 94 | 28    |
| 32    | 85 a 89 | 60    |
| 12    | 80 a 84 | 24    |
| 32    | 75 a 79 | 44    |
| 64    | 70 a 74 | 72    |
| 56    | 65 a 69 | 72    |
| 104   | 60 a 64 | 80    |
| 92    | 55 a 59 | 76    |
| 92    | 50 a 54 | 104   |
| 92    | 45 a 49 | 96    |
| 60    | 40 a 44 | 96    |
| 88    | 35 a 39 | 60    |
| 64    | 30 a 34 | 60    |
| 88    | 25 a 29 | 96    |
| 64    | 20 a 24 | 68    |
| 68    | 15 a 19 | 92    |
| 68    | 10 a 14 | 56    |
| 80    | 5 a 9   | 68    |
| 60    | 0 a 4   | 68    |

## Economia
El 2007 la població en edat de treballar era de 1.399 persones, 1.007 eren actives i 392 eren inactives. De les 1.007 persones actives 885 estaven ocupades (476 homes i 409 dones) i 121 estaven aturades (62 homes i 59 dones). De les 392 persones inactives 188 estaven jubilades, 81 estaven estudiant i 123 estaven classificades com a «altres inactius».

### Ingressos
El 2009 a Liffol-le-Grand hi havia 1.021 unitats fiscals que integraven 2.319 persones, la mediana anual d'ingressos fiscals per persona era de 15.502 €.

### Activitats econòmiques
Dels 133 establiments que hi havia el 2007, 2 eren d'empreses extractives, 3 d'empreses alimentàries, 36 d'empreses de fabricació d'altres productes industrials, 14 d'empreses de construcció, 30 d'empreses de comerç i reparació d'automòbils, 4 d'empreses de transport, 5 d'empreses d'hostatgeria i restauració, 4 d'empreses financeres, 4 d'empreses immobiliàries, 4 d'empreses de serveis, 14 d'entitats de l'administració pública i 13 d'empreses classificades com a «altres activitats de serveis».
Dels 28 establiments de servei als particulars que hi havia el 2009, 1 era una oficina d'administració d'Hisenda pública, 1 oficina de correu, 2 oficines bancàries, 4 tallers de reparació d'automòbils i de material agrícola, 2 autoescoles, 2 paletes, 1 guixaire pintor, 2 fusteries, 2 lampisteries, 3 electricistes, 2 empreses de construcció, 4 perruqueries, 1 restaurant i 1 saló de bellesa.
Dels 14 establiments comercials que hi havia el 2009, 1 era un hipermercat, 3 fleques, 2 carnisseries, 1 una botiga de congelats, 1 una peixateria, 4 botigues de mobles, 1 una botiga de material de revestiment de parets i terra i 1 una joieria.
L'any 2000 a Liffol-le-Grand hi havia 10 explotacions agrícoles que ocupaven un total de 975 hectàrees.

## Equipaments sanitaris i escolars
El 2009 hi havia 2 farmàcies i 2 ambulàncies.
El 2009 hi havia 1 escola maternal i 1 escola elemental. Liffol-le-Grand disposava d'un col·legi d'educació secundària amb 195 alumnes.

## Poblacions més properes
El següent diagrama mostra les poblacions més properes.